# Карпов, Игорь Анатольевич (волейболист)
Игорь Анатольевич Карпов (род. 8 августа 1973 года, Саратов) — российский волейболист-доигровщик и тренер.

## Биография
Игорь Анатольевич Карпов родился 8 августа 1973 года в Саратове. Начал заниматься волейболом в 1985 году.
Выступал за команды «Динамо» (1993—1994, 2001—2003), «Лада / Энергетик» (1994—2000), «Югория-Торум» (2000—2001), «Искра» (2003—2004, 2005—2006), «МГТУ» (2004—2005), «Динамо-Янтарь» (2006—2007).
Двукратный бронзовый призёр чемпионата России (2002, 2006). Участник четвертьфинала Кубка ЕКВ 2003 года.
Завершил игровую карьеру в 2007 году, после чего стал работать тренером.
30 июля 2018 года назначен главным тренером женского волейбольного клуба «Протон». Под его руководством команда заняла третье место на турнире имени Лидии Логиновой в Казани. 18 сентября покинул свой пост, оставшись тренером в системе клуба.

## Личная жизнь
Женат. 8 мая 2003 года его супруга Татьяна родила трёх дочерей — Татьяну, Юлию и Викторию.

## Достижения

### Игровые
- Серебряный призёр Лиги чемпионов ЕКВ (2004)[7]
- Двукратный бронзовый призёр чемпионата России (2002, 2006)